# Kluizenbos

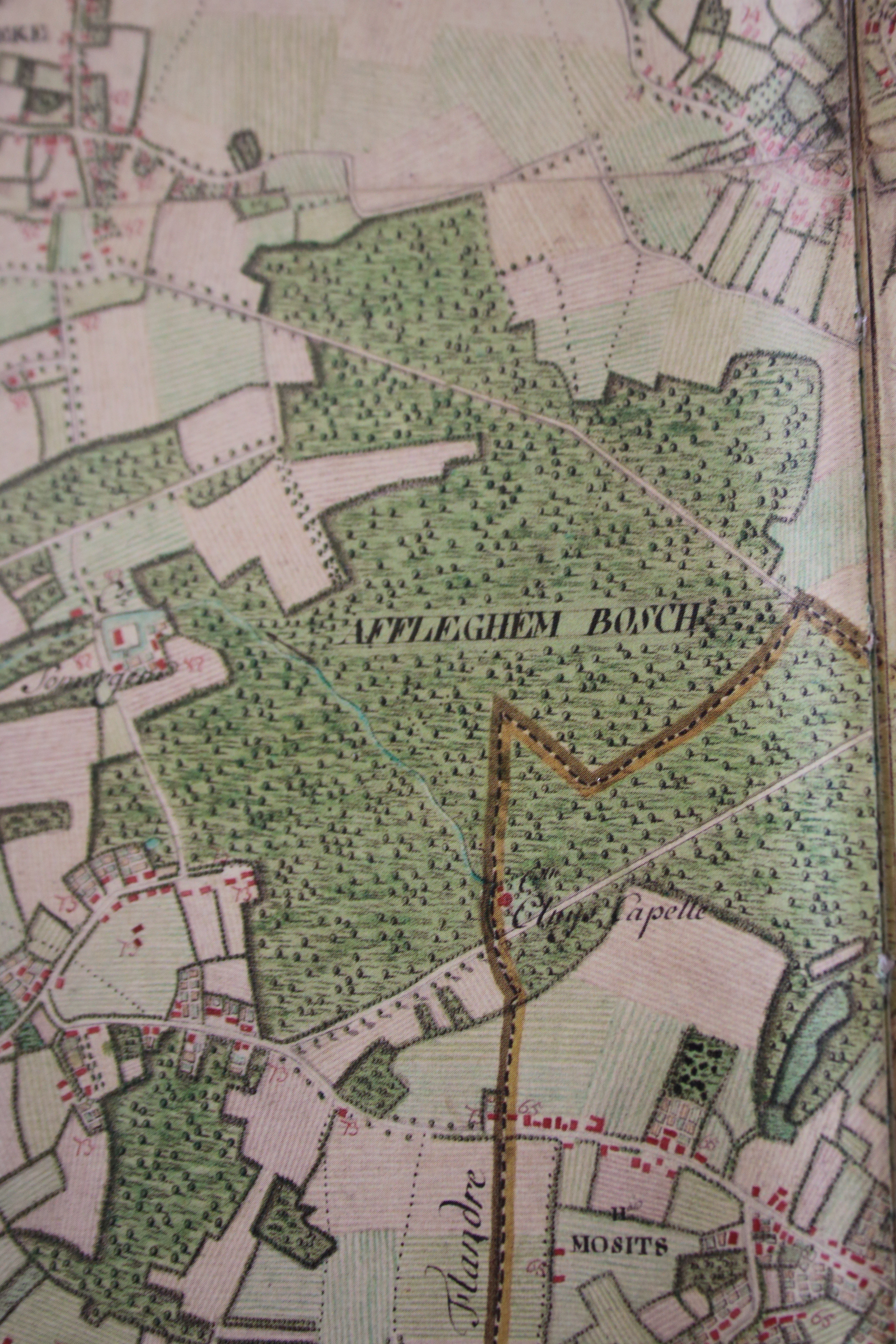
Kluizenbos op de Ferrariskaart

Het Kluizenbos, Kluisbos of Affligembos is een bos in de Belgische gemeenten Aalst en Affligem dat tussen het Somergempark en de Affligemdreef ligt. Het bos bevindt zich op de grens van beide gemeenten, maar ligt voornamelijk op het grondgebied Aalst.  Het is een overblijfsel van een ouder bos  dat samen met het Kravaalbos deel uitmaakte van het Kolenwoud.  In 2018 kocht vereniging Natuurpunt 21 hectare van het bos aan als natuurgebied. 

## Historiek
Aan de rand van het bos, op de plaats genaamd Breedeik, borrelde een levenskrachtige bron die eeuwen later ‘Kluizeputteken’ werd genoemd. Op het einde van de 7de eeuw, mogelijk in de 8ste eeuw, kwam Sint Ursmarus, abt van Lobbes bij Thuin, om de streek te kerstenen. De stichting van een ‘cella’, een bidplaats, kluis of primitief kloostertje in het bos aan het Kluizeputje wordt aan hem toegeschreven. Toen op het einde van de 11de eeuw in 1085 de abdij van Affligem werd gesticht, maakte de Abdij van Lobbes nog aanspraak op deze streek.
In de 12de eeuw werd de Kluis door enkele kluizenaars bewoond. De belangrijkste was Radulfus de Zwijger. Hij werd begraven in de Kluiskapel. Een groot gedeelte van het bos werd in de 12e eeuw eigendom van de Abdij van Affligem en wordt dan het Afflighem bosch genoemd. Zo staat het ook vermeld op de Ferrariskaart. De monniken stonden in voor het beheer en de abdij hield toezicht.
Om te voldoen in het levensonderhoud van de toenemende bevolking werden grote delen van de bossen geleidelijk gerooid en in cultuur gebracht als akker of weiland. De hopteelt werd een van de voornaamste teelten in de streek en ging het landschapsbeeld sterk bepalen door de metershoge staken die gebruikt werden voor de teelt.
Het bos zelf werd omschreven als een middelhoutbos, een mengeling van hoogstammig hout en kreupelhout. Het hoogstamhout (eik en beuk) werd aan de omliggende gemeenten en de stad Aalst verkocht als brandhout. Het kreupelhout werd gebruikt door de broodbakkers en brouwers of diende voor hoppestokken.
In 1796 verjoegen Franse soldaten de monniken uit hun abdij. Even later volgde de publieke verkoop van de abdijgebouwen en de omliggende landerijen. Het bos werd volledig gerooid en eveneens verkocht.

## Dieren en planten
Populier, Amerikaanse eik en Spar werden aangeplant voor de omschakeling naar productiebos. Enkel op een klein gedeelte bleef een oude kern bewaard met bomen als Zomereik, Beuk, Abeel, Hazelaar, Lijsterbes, Esdoorn en Es. Dit deel van het Kluisbos met zijn goed ontwikkelde kruidlaag en hakhout behield op die manier zijn uitzonderlijke eigenheid.
In het verleden werden de populieren op minimale afstand van elkaar aangeplant. Recenter werden de afstanden wat groter zodat er meer mogelijkheid geboden werd voor spontane onderbegroeiing van o.a. Zwarte els. Bij het rooien van de stukken bos werd eerst de onderbegroeiing verwijderd. Daarna werden de populieren gekapt. Ondanks de regelmatige verstoring van de kruidlaag vinden we toch Kleine maagdenpalm, Klimop, sporadisch Bosannemoon en Wilde narcis, Eenbes, Keverorchis, Sleutelbloem, Daslook, Zwartblauw rapunzel, Dalkruid en Heelkruid.
Verscheidene bronnetjes ontspringen in het gebied. Het beroemdste is natuurlijk het Kluizeputje aan de Kluiskapel, de bron van de vruchtbaarheid waar alle Hekelgemse boorlingen vandaan kwamen. Die bronnetjes vormen beken die afwateren naar de Somergembeek die dan weer uitmondt in de Dender. Enkele weilanden in het bos en grote gedeelten van het bos zijn daardoor uitgesproken drassig waardoor Els hier gemakkelijk groeit.
In en rond het bos lopen een vijfentwintigtal reeën rond. Zij verplaatsen zich van de bossen aan de Steensemeersbeek over de Kluiskouter door het Kluisbos tot in Hof Somergem.  Fazanten, een van de populairste soorten klein wild ter wereld, zijn zowel in het bos als op de kouter rijkelijk aanwezig. In de hoge eikenbomen vinden we nesten van Buizerds enHaviken. Verder zingen de vele kleinere vogels hun lied wat de legende van monnik en het eeuwigheidsvogeltje tot leven brengt.

## Natuurbeheer

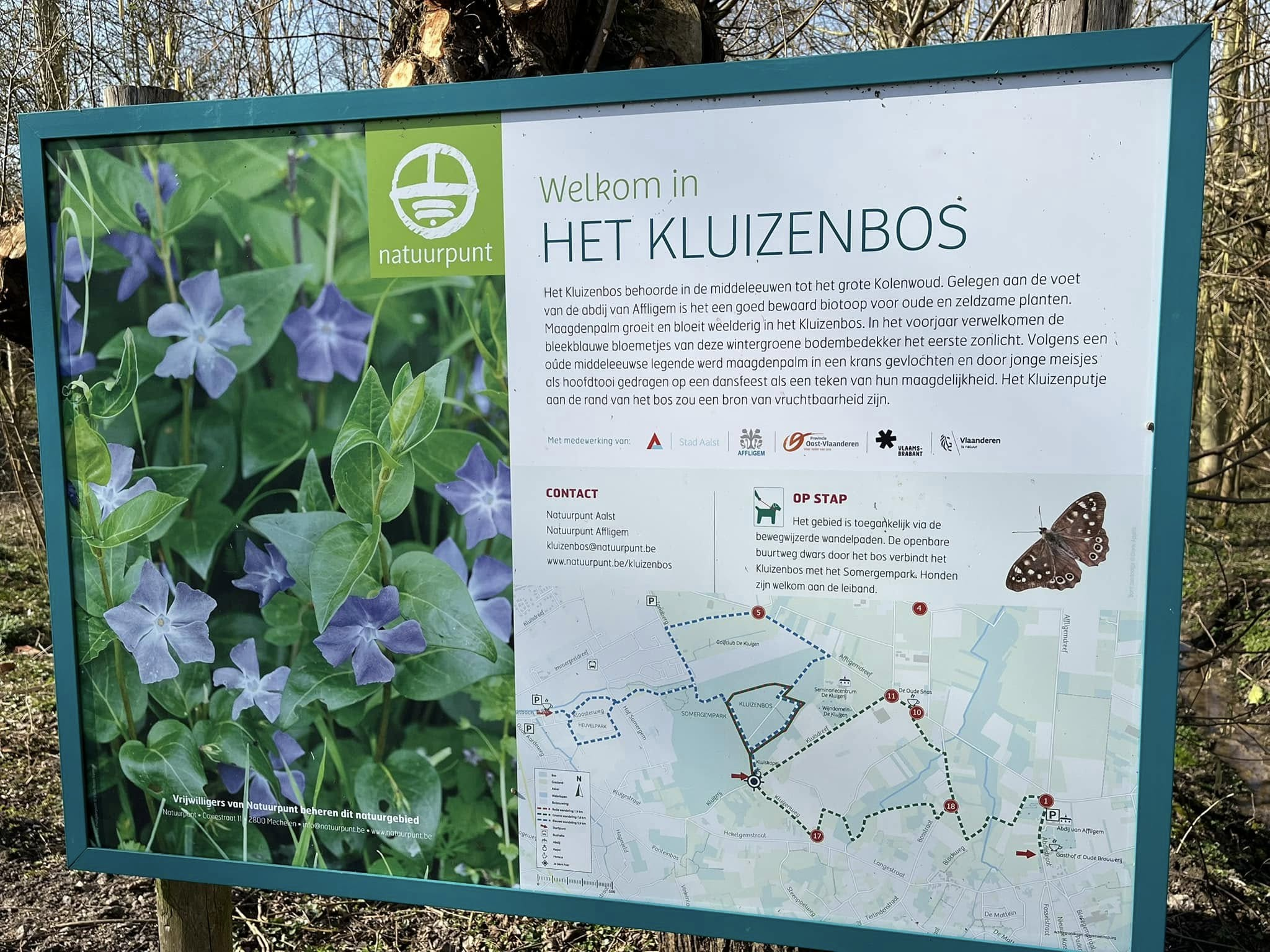
Kluizenbos Natuurpunt

Via natuurbeheer probeert Natuurpunt de natuurrijkdom te verhogen, te behouden en te herstellen. Reeds eind jaren '70 - begin jaren '80 werd door gemeente Hekelgem een dossier ingediend voor erkenning van de Kluiskapel en de omgeving als beschermd erfgoed. Ook het stadsbestuur van Aalst concludeert dat het om een uniek natuurgebied ging, het meest intacte en soortrijkste bos van heel Aalst, dat zeker diende beschermd te worden. Op 24 januari 1985 was de bescherming eindelijk officieel een feit. De Vrienden van de Kluis zetten zich in voor het behoud van de Kluiskapel. In 2019 worden paden opengesteld voor wandelaars die van deze rijkdom willen genieten.

## Toegankelijkheid
Wandelaars kunnen het gebied verkennen via de uitgestippelde wandelroutes en het wandelnetwerk Dendervallei Noord; die leiden bezoekers door het Kluizenbos en brengen hen langs het Somergempark of de Abdij van Affligem. Honden aan de leiband toegelaten. Diepe karrensporen maken het terrein ontoegankelijk voor rolstoelgebruikers.